# انتخابات مجلس شورای اسلامی (۱۳۹۹–۱۳۹۸)
انتخابات یازدهمین دوره مجلس شورای اسلامی در تاریخ ۲ اسفند ۱۳۹۸ برای تعیین ۲۹۰ کرسی دوره یازدهم مجلس شورای اسلامی و همزمان با نخستین انتخابات میان‌دوره‌ای دورهٔ پنجم مجلس خبرگان رهبری برگزار شد.
داوطلبانی که نتوانستند حداقل ۲۰٪ آرای کل حوزهٔ انتخابیهٔ خود را کسب کنند، در دور دوم انتخابات مجلس شورای اسلامی که در تاریخ ۲۱ شهریور ۱۳۹۹ برگزار شد، به رقابت پرداختند.
در این دوره، با ۴۲٫۵٪، کمترین میزان مشارکت در یازده دوره انتخابات مجلس شورای اسلامی رقم خورد. نارضایتی‌های اقتصادی، اعتراضات آبان ۹۸ باعث کاهش مشارکت مردم در انتخابات شد.
در این انتخابات، اصولگرایان موفق شدند اکثریت قاطع کرسی‌های مجلس را به دست بیاورند. البته شماری از اصلاح‌طلبان از نام‌نویسی در انتخابات خودداری کرده‌بودند، همچنین بیشتر ردصلاحیت‌شدگان از میان این جناح سیاسی بودند

## تعداد حوزه‌های انتخاباتی
انتخابات یازدهمین دوره مجلس شورای اسلامی و نخستین میان‌دوره‌ای پنجمین دوره مجلس خبرگان رهبری همزمان در ۲۰۸ حوزهٔ انتخابیه شامل ۶ هزار و ۱۱۲ شعبهٔ شهری، ۵۷۷ شعبهٔ روستایی و ۴۶۱ شعبهٔ سیار اخذ رأی برای تعیین ۲۹۰ نمایندهٔ مجلس شورای اسلامی و تعیین ۷ نمایندهٔ مجلس خبرگان رهبری در ۵ حوزهٔ انتخابیهٔ تهران، خراسان شمالی، خراسان رضوی، فارس و قم از ساعت ۸ صبح روز جمعه دوم اسفند آغاز و تا ساعت ۲۴ جمعه ادامه داشت.
در این دوره از انتخابات ۵۷ میلیون و ۹۱۸ هزار و ۱۵۹ نفر واجد شرایط رأی دادن و ۲ میلیون و ۹۳۱ هزار و ۷۶۶ نفر رأی اولی بودند.

## نام‌نویسی
نام‌نویسی از متقاضیان نامزدی در یازدهمین دوره انتخابات مجلس شورای اسلامی از روز ۱۰ آذر ۱۳۹۸ آغاز و تا ۱۶ آذر ۱۳۹۸ ادامه داشت که در مجموع ۱۶٬۱۴۵ نفر ثبت‌نام کردند.
داشتن حداقل سن ۳۰ سال و حداکثر ۷۵ سال، مدرک کارشناسی ارشد یا معادل آن که دارای ارزش استخدامی باشد، داشتن مدرک پایان خدمت نظام وظیفه، و التزام عملی به اسلام و تابعیت ایرانی از شرایط نام‌نویسی داوطلبان است.

### غیبت نمایندگان سرشناس
۴۲ نفر از نمایندگان دورهٔ دهم مجلس شورای اسلامی، در انتخابات یازدهمین دورهٔ مجلس شورای اسلامی شرکت نکردند؛ از جمله:
- علی لاریجانی، نمایندهٔ قم و رئیس مجلس شورای اسلامی
- محمدرضا عارف، نمایندهٔ تهران و رئیس فراکسیون امید
- محمدقسیم عثمانی، نمایندهٔ بوکان
- احمد سالک، نمایندهٔ اصفهان
- حشمت‌الله فلاحت‌پیشه، نمایندهٔ اسلام‌آباد غرب[۱۰]

### ردصلاحیت‌ها
در این دوره از انتخابات، بیش از ۹۰ نفر از نمایندگان وقت مجلس شورای اسلامی که اکثراً اصلاح طلب بودند از سوی شورای نگهبان رد صلاحیت شدند که از جملهٔ آن‌ها می‌توان به علی مطهری، محمدرضا امیرحسنخانی، محمود صادقی، غلامرضا حیدری، محمدرضا تابش، فاطمه سعیدی، الیاس حضرتی، بهروز نعمتی، طیبه سیاوشی، محمدعلی پورمختار، سید حسین نقوی حسینی، غلامرضا کاتب، عبدالکریم حسین‌زاده، نادر قاضی‌پور، غلامعلی جعفرزاده ایمن‌آبادی، سیده حمیده زرآبادی، علیرضا رحیمی و بهرام پارسایی، محمد فیضی اشاره کرد.
هم‌چنین حدود ۶۸۰۰ نفر از نامزدهای نمایندگی مجلس شورای اسلامی از جمله علی شکوری‌راد (دبیرکل حزب اتحاد ملت)، آذر منصوری، جواد امام، شهیندخت مولاوردی، فاطمه راکعی و سعید زیباکلام از سوی شورای نگهبان رد صلاحیت شدند.

## تحریم
- رضا پهلوی در ضرورت تحریم انتخابات گفت: «رای دادن و شرکت کردن در انتخابات به معنای تبرئه حکومت ایران از همه جنایت‌هایی است که انجام داده، آن هم وقتی به تازگی ۱۵۰۰ نفر از معترضان را در اعتراضات آبان‌ماه کشته‌است». وی افزود «با تحریم انتخابات به دنیا پیام می‌دهیم که این خیمه‌شب بازی جمهوری اسلامی است».[۱۵]
- در روز سه‌شنبه ۱۵ بهمن ۱۳۹۸ نرگس محمدی فعال مدنی که در حال حاضر در زندان به‌سر می‌برد خواستار تحریم انتخابات شد و با اشاره به «کشتار خیابانی و پاسخ بی‌رحمانه حکومت» به اعتراض مردم ایران در یادداشتی نوشت: «به حرمت خون کشته‌شدگان مظلوم در پای صندوق‌های رای حضور نیابیم.»[۱۶][۱۷][۱۸] گلرخ ایرایی و سهیل عربی دیگر زندانیان سیاسی هستند که در بیانیه‌هایی جداگانه این انتخابات را تحریم کرده‌اند.[۱۹]
- نتایج نظرسنجی مؤسسه مطالعات اجتماعی دانشگاه تهران که در نیمهٔ اول بهمن ۹۸ انجام شده نشان می‌دهد ۲۴٫۲ درصد مردم تهران، تمایل به شرکت در انتخابات دارند.[۲۰] ۹۳٫۷ درصد شرکت‌کنندگان در این نظرسنجی از شرایط و وضع مدیریت کشور ابراز نارضایتی کرده‌اند.[۲۱] طبق نظرسنجی مرکز افکارسنجی دانشجویان ایران که در دی ۱۳۹۸ انجام شده بود، تمایل مردم شهر تهران برای شرکت در انتخابات ۲۱درصد و برای مردم استان تهران ۲۷درصد اعلام شده بود.[۲۱]
- روز یکشنبه ۲۷ بهمن ۱۳۹۸ دانشجویان دانشگاه امیر کبیر تهران دست به تظاهرات زده و شعارهایی علیه انتخابات دوم اسفند و تحریم آن سر دادند: «مردم درگیر فقرند، این‌ها تو فکر رأی‌اند»، «نه صندوق، نه آرا، تحریم انتخابات». آنها همچنین دست‌نوشته‌هایی در دست داشتند که روی آن نوشته بود: «رای بی رای». این اعتراضات با یورش و حمله لباس شخصی‌ها و حراست دانشگاه روبرو شد.[۲۲][۲۳]
- ۱۲ نفر از فعالان مدنی و سیاسی زن زندانی، در بیانیه‌ای بر ضرورت تحریم و نفی انتخابات مجلس انگشت گذاشته و گفتند: «این نظام و انتخابات‌هایش تنها بر خون میلیون‌ها جوان بی‌گناه استوار گشته» است، نتیجه می‌گیرند: «برماست که انتخاباتشان را برای خودشان بگذاریم و در میدان واقعی انتخابات مردمی باقی بمانیم. هرکسی که پای صندوق‌های رای می‌رود اثر انگشتش بر روی ماشه اسلحه‌ای که به سمت جوانان انقلابی شلیک می‌شود ثبت خواهد شد و نشان تأییدی بر نظام حاکم و جنایاتش می‌باشد.»[۲۴][۲۵]
- روز سه‌شنبه ۱۸ فوریه ۲۰۲۰ دانشجویان دانشگاه علامه تهران با برقراری گردهمایی در محوطه دانشگاه و به دست گرفتن دست‌نوشته‌ها و پلاکاردها و دادن شعارهایی حکومت جمهوری اسلامی را ظالم و شیاد نامیدند و انتخابات مجلس را نفی و تحریم کردند، آنها شعار دادند: «مردم درگیر فقرند، اینها به فکر رأی اند»، «هم ظالمید هم شیاد، ننگ بر این استبداد».[۲۶]
- ۱۸ فوریه ۲۰۲۰ در بیانیه‌ای ۱۷ زندانی سیاسی کرد از تحریم انتخابات مجلس حمایت و اضافه کردند: «جمهوری اسلامی ایران که در عرصه سیاست‌های داخلی و بین‌المللی به بن‌بست رسیده و بحران مشروعیتش روز به روز عمیق‌تر می‌شود، بار دیگر در آستانه انتخابات به سراغ مردم آمده تا بدون در نظر گرفتن حافظه تاریخی به پای صندوق‌های رای بروند و این‌بار هم این کشتی درهم شکسته را به ساحل آرامش برسانند.» و ادامه دادند: «آنها از ما می‌خواهند که اعدام‌ها را فراموش کنیم و سراغی از محل دفن بی‌کفن خفتگانمان نگیریم. آثار شکنجه‌های‌مان را بپوشانیم و با تبسم در پای صندوق رای حاضر شویم. خون‌هایی که در دی ۹۶ و آبان ۹۸ ریخته شده را فراموش کنیم و نام صدها کولبری که جانش‌شان را برای نان ستانده‌اند از یاد ببریم».[۲۷][۲۸]
- مصطفی تاجزاده، فعال سیاسی اصلاح طلب با انتقاد از وضعیت انتخابات و گفتن اینکه در انتصابات شرکت نمی‌کند، اعلام کرد که: «رهبر با منصوب‌کردن مستقیم یا غیرمستقیم ۱۲ عضو شورای نگهبان از یک گرایش سیاسی، داور رقابتهای انتخاباتی را از بی‌طرفی خارج کرده‌است. به‌همین دلیل مسئولیت تبدیل انتخابات به انتصابات در درجه نخست با شخص رهبر است. در انتخابات رای می‌دهم، در انتصابات نه.»[۲۹]
- محمد حسین سپهری، یکی از امضا کنندگان نامه درخواست استعفای سید علی خامنه‌ای، به نمایندگی از «گروه ۱۴» ضمن تحریم این انتخابات، از زندان وکیل‌آبان مشهد اعلام کرد: «اگر توان مطالبه حق را نداریم حداقل با تحریم سیاه بازی انتخابات دوم اسفند، عمله بی‌مزد و مواجب این ظالمان نباشیم؛ او همچنین می‌گوید این آخرین فرصت اصلاح‌طلبان است که صف خود را از صف جانیان جدا کرده و به وطن‌پرستان بپیوندند.»[۳۰]
- از زندان رجایی شهر کرج، ۸ زندانی سیاسی از جمله آرش صادقی، سعید ماسوری و پیام شکیبا شرکت در انتخابات را شراکت در سرکوب و دستگیر و زندان و شکنجه، رونق چوبه‌های دار، اعدام و ترویج تروریسم، تداوم و تأیید فقر، تبعیض، فساد می‌دانند و اعلام کردند: «هیچ ایرانی آزاده و با وجدانی با مشارکت در این انتخابات نمایشی خون‌های به ناحق ریخته شده را نادیده نمی‌گیرد و غصب حقوق انسانی خود را تأیید نخواهد کرد.»[۳۰]

## برگزاری انتخابات الکترونیکی
به گفته وزیر کشور بیش از ۸۵ درصد انتخابات مجلس به صورت الکترونیکی برگزار می‌گردد که با این اقدام نود درصد از تخلفات انتخاباتی به صفر می‌رسد.
عباسعلی کدخدایی از احراز هویت الکترونیکی رای‌دهندگان به‌طور صد درصدی خبر داد و افزود: در حوزه‌های دیگر، مسئولان شورای نگهبان برای برگزاری انتخابات الکترونیکی تلاش کردند و ما هم آمادگی داشتیم، اما به علت مسائل فنی در حوزه‌های دیگر، الکترونیکی برگزار نمی‌شود.
حسن روحانی، رئیس‌جمهور، پس از شرکت در انتخابات و رأی دادن در ستاد انتخابات وزارت کشور، در جمع خبرنگاران طی سخنانی درمورد برگزاری الکترونیکی انتخابات اظهار داشت: الان مشخص است که در هر لحظه، چند نفر رأی داده‌اند و مشخص است که در تهران و استان‌ها چه میزان در انتخابات مشارکت داشته‌اند.

## نامزدان و فهرست‌ها
شورای ائتلاف نیروهای انقلاب اسلامی نخستین ائتلافی است که برای ارائه فهرست انتخاباتی اعلام موجودیت کرده‌است.
در جلسه شورای عالی سیاست‌گذاری اصلاح طلبان اعلام شد که با توجه به رد صلاحیت گستره اصلاح طلبان «شورای عالی سیاست گذاری جبهه اصلاح طلبان در حوزه انتخابیه تهران لیست انتخاباتی نمی‌دهد. احزاب عضو با نام و عنوان خود می‌توانند لیست بدهند.» با این وجود در نهایت هشت حزب اصلاح طلب در قالب ائتلاف برای ایران یک لیست سی نفره در تهران معرفی نمودند.

## دور دوم
انتخابات در ۱۱ حوزه به دور دوم کشیده شد. قرار بود دور دوم انتخابات در تاریخ ۲۹ فروردین برگزار شود، که به علت شیوع بیماری کرونا به ۲۱ شهریور ۱۳۹۹ موکول گردید. در پی رد صلاحیت یکی از نامزدان راه‌یافته به دور دوم در حوزه انتخابیه میانه، انتخابات در این حوزه برگزار نشد. و تکلیف ۱۰ کرسی در دور دوم انتخابات تعیین گردید. میزان مشارکت در مرحله دوم شرایطی بدتر از مرحله اول داشت و میزان آن در حدود ۲۰٪ بوده‌است. نماینده استان البرز در مرحله دوم از مجموع آرا، ۲۷ هزار و ۱۰ رای کسب کرده که این عدد بیانگر آن است که ۱٫۶ درصد از کل شهروندان واجدان شرایط به او رای داده‌اند. در کرمانشاه در مرحله دوم نماینده منتخب ۲۱ هزار و ۹۶۶ رای کسب کرده که نشان می‌دهد ۲٫۵ درصد کل از کل واجدان شرایط به او رای داده‌اند.

## نتایج
در این انتخابات، اصولگرایان نزدیک به سه چهارم کرسی‌ها را از آن خود کردند؛ فهرست ایران سربلند به نمایندگی از شورای ائتلاف نیروهای انقلاب اسلامی به تنهایی اکثریت مجلس را به دست آورد.
نمایندهٔ تفرش به دلیل عدم تأیید مدرک تحصیلی، از راهیابی به مجلس بازماند. دو تن از نمایندگان به دلیل ابتلا به کرونا درگذشتند و اعتبارنامهٔ یک نماینده رد شد. همچنین به علت رد صلاحیت یکی از نامزدان، انتخابات دور دوم در میانه برگزار نگردید. بدین ترتیب، در نهایت وضعیت ۲۸۵ کرسی مجلس مشخص گردید.
سهم فهرست‌ها در ۲۹۰ کرسی مجلس
سهم گرایش‌ها در ۲۹۰ کرسی مجلس
| فهرست                                             | فهرست              | گرایش                         | کرسی    | کرسی       | کرسی       | کرسی       | کرسی    | کرسی    | کرسی    |
| فهرست                                             | فهرست              | گرایش                         | دور ۱   | دور ۱      | دور ۲      | دور ۲      | مجموع   | مجموع   | مجموع   |
| فهرست                                             | فهرست              | گرایش                         | کل      | ویژه       | کل         | ویژه       | کل      | ویژه    | ٪       |
| ------------------------------------------------- | ------------------ | ----------------------------- | ------- | ---------- | ---------- | ---------- | ------- | ------- | ------- |
|                                                   | ایران سربلند       | اغلب: اصولگرایان              | ۱۷۳     | ۱۷۷        | ۴          | ۵          | ۱۷۷     | ۱۸۲     | ۶۲٫۷۶٪  |
|                                                   | پایداری            | اغلب: اصولگرایان              | ۹۳      | ۱۷۷        | ۱          | ۵          | ۹۴      | ۱۸۲     | ۶۲٫۷۶٪  |
|                                                   | مجلس عدالت‌خواه     | اغلب: اصولگرایان              | ۱       | ۱۷۷        | ۰          | ۵          | ۱       | ۱۸۲     | ۶۲٫۷۶٪  |
|                                                   | اعتدال و توسعه     | اغلب:اصطلاحطلبان اعتدال‌گرایان | ۳۵      | ۳۷         | ۱          | ۱          | ۳۶      | ۳۸      | ۱۳٫۱۰٪  |
|                                                   | یاران هاشمی        | اغلب:اصطلاحطلبان اعتدال‌گرایان | ۷       | ۳۷         | ۰          | ۱          | ۷       | ۳۸      | ۱۳٫۱۰٪  |
|                                                   | برای ایران         | اغلب:اصطلاحطلبان اعتدال‌گرایان |         | ۳۷         |            | ۱          |         | ۳۸      | ۱۳٫۱۰٪  |
|                                                   | دیگران             | اصولگرایان                    | ۳۰      | ۳۰         | ۰          | ۰          | ۳۰      | ۳۰      | ۱۰٫۳۴٪  |
|                                                   | دیگران             | اصطلاحطلبان و اعتدال‌گرایان    | ۱       | ۱          | ۰          | ۰          | ۱       | ۱       | ۰٫۰۳٪   |
|                                                   | دیگران             | مستقل و نامشخص                | ۲۹      | ۲۹         | ۴          | ۴          | ۳۳      | ۳۳      | ۱۱٫۳۸٪  |
|                                                   | اقلیت‌ها            | اقلیت‌ها                       | ۵       | ۵          | ۰          | ۰          | ۵       | ۵       | ۱٫۷٪    |
| مجموع کرسی‌های مجلس                                | مجموع کرسی‌های مجلس | مجموع کرسی‌های مجلس            | ۲۷۹     | ۲۷۹        | ۱۰         | ۱۰         | ۲۸۹     | ۲۸۹     | ۹۹٫۶۶٪  |
| حوزه‌های ابطال‌شده                                  | حوزه‌های ابطال‌شده   | حوزه‌های ابطال‌شده              | ۱ + ۱   | ۱ + ۱      |            |            |         |         |         |
| مجموع                                             | مجموع              | مجموع                         | ۲۷۸     | ۲۷۸        |            |            |         |         |         |
| آمار کل                                           |                    |                               |         |            |            |            |         |         |         |
| آمار کل                                           | آمار کل            | آمار کل                       | آمار کل | دور نخست   | دور نخست   | دور نخست   | دور دوم | دور دوم | دور دوم |
| رای                                               | رای                | رای                           | رای     | ۲۴٬۵۱۲٬۴۰۴ | ۲۴٬۵۱۲٬۴۰۴ | ۲۴٬۵۱۲٬۴۰۴ |         |         |         |
| رای درست                                          |                    |                               |         |            |            |            |         |         |         |
| رای باطله                                         |                    |                               |         |            |            |            |         |         |         |
| واجدان                                            | واجدان             | واجدان                        | واجدان  | ۵۷٬۹۱۸٬۱۵۹ | ۵۷٬۹۱۸٬۱۵۹ | ۵۷٬۹۱۸٬۱۵۹ |         |         |         |
| مشارکت                                            | مشارکت             | مشارکت                        | مشارکت  | ۴۲٫۵۷٪     | ۴۲٫۵۷٪     | ۴۲٫۵۷٪     |         |         |         |
| منبع: مشارکت: دور نخست: فهرست‌ها، گرایش‌ها دور دوم: |                    |                               |         |            |            |            |         |         |         |

## میزان مشارکت
شرکت‌کنندگان انتخابات برحسب جنسیت
در زمان آغاز انتخابات، اعلام شد با توجه به احراز هویت الکترونیکی رأی‌دهندگان، میزان مشارکت بلافاصله پس از پایان انتخابات میزان مشارکت اعلام خواهد شد؛ اما اعلام میزان مشارکت تا ۴۰ ساعت پس از پایان انتخابات با تأخیر رو به رو شد. سرانجام وزیر کشور، میزان مشارکت مردمی در یازدهمین دوره انتخابات مجلس شورای اسلامی را ۴۲٫۵۷ درصد اعلام کرد که کم‌ترین میزان مشارکت در انتخابات مجلس شورای اسلامی است.
| استان               | شمار واجدان | شمار رأی‌ها | ٪ مشارکت |
| ------------------- | ----------- | ---------- | -------- |
| آذربایجان شرقی      |             |            | ۴۲٫۸۳٪   |
| آذربایجان غربی      |             |            | ۴۸٫۲۳٪   |
| اردبیل              |             |            | ۵۰٫۲۹٪   |
| اصفهان              |             |            | ۳۶٫۳۸٪   |
| البرز               |             |            | ۲۸٫۴۱٪   |
| ایلام               |             |            | ۶۰٫۸۹٪   |
| بوشهر               |             |            | ۴۶٫۸۱٪   |
| تهران               |             |            | ۲۶٫۲۴٪   |
| چهارمحال و بختیاری  |             |            | ۵۲٫۳۳٪   |
| خراسان جنوبی        |             |            | ۶۶٫۱۲٪   |
| خراسان رضوی         |             |            | ۴۸٫۱۷٪   |
| خراسان شمالی        |             |            | ۵۷٫۲۱٪   |
| خوزستان             |             |            | ۴۲٫۹۶٪   |
| زنجان               |             |            | ۴۸٫۶۳٪   |
| سمنان               |             |            | ۴۷٫۴۵٪   |
| سیستان و بلوچستان   |             |            | ۶۰٫۶۸٪   |
| فارس                |             |            | ۴۵٫۱۱٪   |
| قزوین               |             |            | ۴۲٫۱۹٪   |
| قم                  |             |            | ۴۳٫۰۲٪   |
| کردستان             |             |            | ۳۲٫۶۵٪   |
| کرمان               |             |            | ۵۰٫۵۶٪   |
| کرمانشاه            |             |            | ۴۲٫۸۵٪   |
| کهگیلویه و بویراحمد |             |            | ۷۰٫۶۶٪   |
| گلستان              |             |            | ۵۷٫۱۵٪   |
| گیلان               |             |            | ۴۱٫۹۶٪   |
| لرستان              |             |            | ۴۷٫۵۸٪   |
| مازندران            |             |            | ۴۵٫۶۵٪   |
| مرکزی               |             |            | ۳۹٫۷۱٪   |
| هرمزگان             |             |            | ۵۲٫۵۱٪   |
| همدان               |             |            | ۴۴٫۸۱٪   |
| یزد                 |             |            | ۴۷٫۹۰٪   |
| کشور                | ۵۷٬۹۱۸٬۱۵۹  | ۲۴٬۵۱۲٬۴۰۴ | ۴۲٫۵۷٪   |

## واکنش‌ها
وزارت خارجه آمریکا با یک شکل خواندن باقی ماندهٔ نامزدها در انتخابات بعد از رد صلاحیت اغلب نامزدها توسط شورای نگهبان، این انتخابات را به استهزا گرفت.
روز جمعه ۱۴ فوریه ۲۰۲۰ برایان هوک، نمایندهٔ ویژهٔ وزارت خارجه آمریکا در امور ایران، انتخابات ایران را حرکتی صرفاً نمایشی و از قبل تعیین شده دانست و گفت: «رای‌گیری اصلی در خفا و مدت‌ها قبل از ۲۱ فوریه انجام شده‌است. روحانیون برندگان و بازندگان را پیش از آن که رای مردم به صندوق انداخته شود تعیین می‌کنند.»
وزارت خزانه‌داری آمریکا در ۲۰ فوریه ۲۰۲۰، پنج نفر از اعضای شورای نگهبان را به علّت جلوگیری از انتخابات آزاد در ایران تحریم کرد.
برایان هوک، نمایندهٔ وزارت خارجهٔ ایالات متحده در امور ایران: «ایالات متحده چند مقام ناظر بر انتخابات مجلس را تحریم کرده‌است. آنها مردم ایران را از حق برگزاری انتخابات آزاد و منصفانه محروم کرده‌اند.» وی افزود: «۴۱ سال است رژیم ایران این کار را می‌کند و اجازه نمی‌دهد مجلس، مکانی برای نمایندگان واقعی مردم باشد.»
۲۱ فوریه ۲۰۲۰ وزیر خارجه ایالات متحده، مایک پومپئو: «چرا خامنه‌ای حق حضور ۷۰۰۰ ایرانی و بیشتر را برای شرکت در انتخابات سلب کرد؟» وی ادامه داد: «چون او از یک انتخابات آزاد، بیش از هر چیز دیگری در هراس است».
مایک پومپئو، وزیر خارجه آمریکا: «رژیم ایران انتخابات جعلی مجلس شورای اسلامی را برگزار کرد که مردم ایران در آن مشارکت گسترده‌ای نداشتند.» … «واشینگتن به حمایت از مردم ایران و کسانی که به شدت خواستار شنیده شدنِ صدایشان در یک انتخابات آزاد و عادلانه هستند، ادامه می‌دهد.»

## انتخابات میان‌دوره‌ای
انتخابات میاندوره‌ای مجلس برای نمایندگان درگذشته و حوزه‌های ابطال‌شده و نمایندگانی که اعتبارنامهٔ‌شان به تأیید نرسیده، همزمان با انتخابات ریاست‌جمهوری و شوراها، در ۲۸ خرداد ۱۴۰۰ برگزار گردید. در این انتخابات ۶ نماینده برای ۶ حوزهٔ انتخابیه برگزیده شدند.
| حوزهٔ انتخابیه                         | آمار کلی حوزهٔ انتخابیه | آمار کلی حوزهٔ انتخابیه | آمار کلی حوزهٔ انتخابیه | آمار کلی حوزهٔ انتخابیه | مشخصات و عملکرد نامزد | مشخصات و عملکرد نامزد | مشخصات و عملکرد نامزد | مشخصات و عملکرد نامزد | مشخصات و عملکرد نامزد | مشخصات و عملکرد نامزد |
| حوزهٔ انتخابیه                         | واجدان                 | کل رأی‌ها               | ٪ مشارکت               | رأی‌های صحیح            | نامزد                 | گرایش سیاسی           | فهرست انتخاباتی       | رأی                   | ٪                     | نتیجه                 |
| ------------------------------------- | ---------------------- | ---------------------- | ---------------------- | ---------------------- | --------------------- | --------------------- | --------------------- | --------------------- | --------------------- | --------------------- |
| آستانه اشرفیه                         |                        |                        | ۶۰٪                    | ۴۳٬۱۸۹                 | ابراهیم نجفی          | اصولگرا               | شانا                  | ۱۲٬۷۰۹                | ۲۹٫۴۳٪                | برنده                 |
| بهار و کبودرآهنگ                      |                        |                        | ۵۱٪                    |                        | فتح‌الله توسلی         | اصولگرا               |                       | ۳۶٬۲۹۳                |                       | برنده                 |
| تفرش، آشتیان و فراهان                 |                        |                        | ۵۱٪                    | ۴۰٬۰۱۹                 | ولی‌الله بیاتی         | اصولگرا               |                       | ۱۱٬۵۹۷                | ۲۸٫۹۸٪                | برنده                 |
| تهران، ری، شمیرانات، اسلامشهر و پردیس |                        |                        |                        | ۱٬۸۰۸٬۲۳۸              | محمداسماعیل کوثری     | اصولگرا               | شانا                  | ۳۴۵٬۶۴۵               | ۱۹٫۱۲٪                | برنده                 |
| گچساران و باشت                        |                        |                        | ۶۲٪                    | ۶۰٬۱۵۶                 | سید ناصر حسینی‌پور     | اصولگرا               |                       | ۲۴٬۷۵۰                | ۴۱٫۱۴٪                | برنده                 |
| میانه                                 |                        |                        | ۵۹٪                    | ۶۰٬۲۰۶                 | سید مرتضی حسینی       | اصولگرا               |                       | ۱۱٬۹۵۰                | ۱۹٫۹۸٪                | برنده                 |

## پی‌نوشت و منبع‌ها
1. 1 2 3  1104 (۲۰۲۰-۰۲-۲۱). «رأی‌گیری انتخابات مجلس یازدهم پایان یافت». ایرنا. دریافت‌شده در ۲۰۲۰-۰۲-۲۱.
2. 1 2  کرونا مرحله دوم انتخابات مجلس را به شهریور کشاند
3. ↑  «در چه شرایطی انتخابات مجلس به مرحله دوم کشیده می‌شود؟». خبرآنلاین. ۲۰۲۰-۰۲-۲۱. دریافت‌شده در ۲۰۲۰-۰۲-۲۱.
4. ↑  «انتخابات مجلس ایران؛ کمترین نرخ مشارکت در جمهوری اسلامی». BBC News فارسی. ۲۰۲۰-۰۲-۲۳. دریافت‌شده در ۲۰۲۰-۰۲-۲۳.
5. ↑  «ثبت نام داوطلبان انتخابات مجلس شورای اسلامی آغاز شد- اخبار سیاسی - اخبار تسنیم - Tasnim». خبرگزاری تسنیم - Tasnim. دریافت‌شده در ۲۰۲۰-۰۲-۲۲.
6. ↑  «گزارش| کدام نمایندگان فعلی در انتخابات مجلس یازدهم ثبت‌نام نکردند؟ + جدول و گرایش سیاسی- اخبار سیاسی - اخبار تسنیم - Tasnim». خبرگزاری تسنیم - Tasnim. دریافت‌شده در ۲۰۲۰-۰۲-۲۲.
7. ↑  «شرایط عمومی و اختصاصی کاندیداهای نمایندگی مجلس مشخص شد- اخبار سیاسی - اخبار تسنیم - Tasnim». خبرگزاری تسنیم - Tasnim. دریافت‌شده در ۲۰۲۰-۰۲-۲۲.
8. ↑  754 (۲۰۱۹-۰۸-۰۶). «حداقل ۳۰ و حداکثر ۷۵ سال ملاک ورود داوطلبان به مجلس است». ایرنا. دریافت‌شده در ۲۰۲۰-۰۲-۲۲.
9. ↑  «کدام نمایندگان مجلس فعلی، کاندیدای انتخابات مجلس یازدهم نشدند؟». خبرآنلاین. ۲۰۱۹-۱۲-۲۴. دریافت‌شده در ۲۰۲۰-۰۲-۲۲.
10. ↑  «فلاحت‌پیشه از کاندیداتوری در انتخابات مجلس انصراف داد». ایسنا. ۲۰۱۹-۱۲-۱۱. دریافت‌شده در ۲۰۲۰-۰۲-۲۲.
11. ↑  «انتخابات مجلس ایران؛ شورای نگهبان صلاحیت ده‌ها نماینده فعلی مجلس را رد کرد». BBC News فارسی. ۲۰۲۰-۰۱-۱۲. دریافت‌شده در ۲۰۲۰-۰۲-۲۲.
12. ↑  «شورای نگهبان صلاحیت ۹۰ نفر از نمایندگان فعلی مجلس را رد کرد». رادیو فردا. دریافت‌شده در ۲۰۲۰-۰۲-۲۲.
13. ↑  «آغاز تبلیغات انتخابات مجلس؛ توجه یو اِس نیوز به رد صلاحیت‌های گسترده در این انتخابات». صدای آمریکا. دریافت‌شده در ۲۰۲۰-۰۲-۲۲.
14. ↑  «ردصلاحیت اصلاح‌طلبان کلید خورد /آذر منصوری، شکوری راد و جواد امام در لیست ردصلاحیت‌شدگان/مولاوردی و راکعی تأیید صلاحیت شدند». خبرآنلاین. ۲۰۱۹-۱۲-۱۸. دریافت‌شده در ۲۰۲۰-۰۲-۲۲.
15. ↑  شاهزاده رضا پهلوی: با تحریم انتخابات به دنیا پیام می‌دهیم که این «خیمه شب بازی» جمهوری اسلامی است، صدای آمریکا
16. ↑  «نرگس محمدی زندانی سیاسی خواستار تحریم انتخابات «به حرمت خون کشته شدگان» اعتراضات اخیر ایران شد». صدای آمریکا. دریافت‌شده در ۲۰۲۰-۰۲-۰۵.
17. ↑  «نرگس محمدی خواستار تحریم انتخابات شد». رادیو فردا. دریافت‌شده در ۲۰۲۰-۰۲-۰۵.
18. ↑  «نرگس محمدی: به حرمت خون کشته‌شدگان آبان نباید رای داد». BBC News فارسی. ۲۰۲۰-۰۲-۰۴. دریافت‌شده در ۲۰۲۰-۰۲-۰۵.
19. ↑  «آیا تحریم انتخابات مختص "خارج‌نشین‌ها" است؟». dw.com. بخش فارسی دویچه وله. ۲۴ بهمن ۱۳۹۸. دریافت‌شده در ۲۸ اسفند ۱۳۹۸.
20. ↑  «نتایج یک نظرسنجی: ۷۵ درصد مردم تهران در انتخابات مجلس شرکت نمی‌کنند». radiofarda.com. رادیو فردا. ۲۷ بهمن ۱۳۹۸. دریافت‌شده در ۲۸ بهمن ۱۳۹۸.
21. 1 2  «نتایج هشداردهنده نظرسنجی دانشگاه تهران و ایسپا دربارهٔ انتخابات مجلس». baharnews.ir. بهار نیوز. ۲۸ بهمن ۱۳۹۸. دریافت‌شده در ۲۸ بهمن ۱۳۹۸.
22. ↑  «دانشجویان در تجمع اعتراضی دانشگاه امیر کبیر شعار دادند: «نه صندوق نه آرا، تحریم انتخابات»». صدای آمریکا. دریافت‌شده در ۲۰۲۰-۰۲-۱۸.
23. ↑  Welle (www.dw.com)، Deutsche. «تجمع دانشجویان در دانشگاه امیرکبیر در اعتراض به سرکوب و "حکومت نظامی" | DW | 16.02.2020». DW.COM. دریافت‌شده در ۲۰۲۰-۰۲-۱۸.
24. ↑  Welle (www.dw.com)، Deutsche. «بیانیه گروهی از زنان زندانی سیاسی در ضرورت تحریم و نفی انتخابات مجلس | DW | 17.02.2020». DW.COM. دریافت‌شده در ۲۰۲۰-۰۲-۱۸.
25. ↑  «۱۲ زندانی سیاسی زن زندان اوین خواهان تحریم انتخابات شدند | رادیو زمانه». www.radiozamaneh.com. دریافت‌شده در ۲۰۲۰-۰۲-۱۸.
26. ↑  «شعار دانشجویان دانشگاه علامه تهران: هم ظالمید هم شیاد، ننگ بر این استبداد!». ANF News. دریافت‌شده در ۲۰۲۰-۰۲-۱۹.
27. ↑  «بیانیهٔ ۱۷ زندانی سیاسی کورد در حمایت از تحریم انتخابات». ANF News. دریافت‌شده در ۲۰۲۰-۰۲-۱۹.
28. ↑  KHRN (۲۰۲۰-۰۲-۱۸). «۱۷ زندانی سیاسی کُرد با انتشار بیانیه‌ای خواهان تحریم انتخابات شدند». KHRN. دریافت‌شده در ۲۰۲۰-۰۲-۱۹.
29. ↑  "تاجزاده: این انتصابات است نه انتخابات، من در انتصابات رای نمی‌دهم". news.gooya.com (به انگلیسی). Retrieved 2020-02-06.
30. 1 2  «زندانیان، فعالان مدنی و سیاسی، و کاربران شبکه‌های اجتماعی: انتخابات را تحریم می‌کنیم». صدای آمریکا. دریافت‌شده در ۲۰۲۰-۰۲-۲۰.
31. ↑  «انتخابات مجلس 98 الکترونیکی می‌شود». majlesiran. ۲ آبان ۱۳۹۸. دریافت‌شده در ۱۲ ژانویه ۲۰۲۰.
32. ↑  «رسانه‌ها از گمانه‌زنی دربارهٔ تأیید یا رد صلاحیت‌ها بپرهیزند/ صلاحیت حدود ۳۰ درصد داوطلبان تأیید نشد». majlesiran. ۲۲ دی ۱۳۹۸. دریافت‌شده در ۲۲ دی ۱۳۹۸.[پیوند مرده]
33. ↑  «انتخابات مجلس۹۸». tasnimnews. ۲ اسفند ۱۳۹۸. دریافت‌شده در ۱۲ ژانویه ۲۰۲۰.
34. ↑  «تصمیم نهایی انتخاباتی شورای عالی سیاستگذاری؛ اصلاح‌طلبان لیست نمی‌دهند». خبرآنلاین. ۲۰۲۰-۰۲-۰۴. دریافت‌شده در ۲۰۲۰-۰۲-۰۶.
35. ↑  سلام‌نو، وب سایت. «اصلاح طلبان در تهران لیست نمی‌دهند». سلام‌نو. بایگانی‌شده از اصلی در ۶ فوریه ۲۰۲۰. دریافت‌شده در ۲۰۲۰-۰۲-۰۶.
36. 1 2  «به‌دلیل رد صلاحیت یکی از کاندیداهای راه یافته به دور دوم؛ دور دوم انتخابات مجلس یازدهم در حوزه انتخابیه میانه لغو شد». مهر. ۱۹ شهریور ۱۳۹۹.
37. ↑  «اعلام نتایج شمارش آراء در ۱۰ حوزه انتخابیه مرحله دوم انتخابات یازدهمین دوره مجلس شورای اسلامی». ستاد انتخابات کشور. ۲۲ شهریور ۱۳۹۹. بایگانی‌شده از اصلی در ۲۸ اکتبر ۲۰۲۰. دریافت‌شده در ۱۲ سپتامبر ۲۰۲۰.
38. 1 2  «مشارکت اندک در دور دوم انتخابات مجلس چه پیامی دارد؟». رادیو فردا. دریافت‌شده در ۲۰۲۳-۰۱-۱۲.
39. ↑  "ویدئو / نشست خبری وزیر کشور بعد از اعلام نتایج نهایی انتخابات مجلس". ایسنا. 23 February 2020. Retrieved 24 February 2020.
40. ↑  «آمار مشارکت مردمی به محض پایان انتخابات اعلام می‌شود». خبرگزاری خانه ملت. بایگانی‌شده از اصلی در ۱۳ ژوئن ۲۰۲۱. دریافت‌شده در ۲۰۲۰-۰۲-۲۳.
41. ↑  «تاخیر در اعلام میزان مشارکت در انتخابات مجلس؛ گفتگو با فرنوش امیرشاهی». BBC News فارسی. ۲۰۲۰-۰۲-۲۲. دریافت‌شده در ۲۰۲۰-۰۲-۲۳.
42. ↑  «وزیر کشور: 24512404 نفر (42.57درصد) در انتخابات شرکت کردند/ در تهران، یک میلیون و 841 هزار و 891 نفر (25/4درصد)- اخبار سیاسی - اخبار تسنیم - Tasnim». خبرگزاری تسنیم - Tasnim. دریافت‌شده در ۲۰۲۰-۰۲-۲۳.
43. ↑  "میزان مشارکت در ۱۱ دوره انتخابات مجلس چگونه بوده‌است؟". ایرنا. 24 February 2020. Retrieved 29 February 2020.
44. ↑  «میزان مشارکت در انتخابات یازدهمین دوره مجلس شورای اسلامی + جدول». خانهٔ ملت. ۱۱ اسفند ۱۳۹۸. بایگانی‌شده از اصلی در ۱۳ ژوئن ۲۰۲۱.
45. ↑  «واکنش وزارت خارجه آمریکا به ردصلاحیت‌ها در ایران: کاندیداهای باقی‌مانده مثل هم هستند». صدای آمریکا. دریافت‌شده در ۲۰۲۰-۰۱-۳۰.
46. ↑  «وزارت خارجه آمریکا: نامزدهای انتخابات مجلس ایران هم‌شکل هستند». BBC News فارسی. ۲۰۲۰-۰۱-۲۹. دریافت‌شده در ۲۰۲۰-۰۱-۳۰.
47. ↑  Welle (www.dw.com)، Deutsche. «انتقاد آمریکا از "هم‌شکل" بودن همه نامزدهای انتخاباتی ایران | DW | 29.01.2020». DW.COM. دریافت‌شده در ۲۰۲۰-۰۱-۳۰.
48. ↑  «برایان هوک: انتخابات در جمهوری اسلامی نمایشی است؛ برنده‌ها را از پیش تعیین کرده‌اند». صدای آمریکا. دریافت‌شده در ۲۰۲۰-۰۲-۱۵.
49. 1 2  «برایان هوک: آمریکا مقامات شورای نگهبان که مانع انتخابات آزاد در ایران هستند را تحریم کرد». صدای آمریکا. دریافت‌شده در ۲۰۲۰-۰۲-۲۰.
50. 1 2  Welle (www.dw.com)، Deutsche. «آمریکا ۵ عضو شورای نگهبان را در رابطه با انتخابات تحریم کرد | DW | 20.02.2020». DW.COM. دریافت‌شده در ۲۰۲۰-۰۲-۲۰.
51. 1 2  «آمریکا احمد جنتی و چهار عضو شورای نگهبان را تحریم کرد». BBC News فارسی. ۲۰۲۰-۰۲-۲۰. دریافت‌شده در ۲۰۲۰-۰۲-۲۰.
52. ↑  «پومپئو: خامنه‌ای از یک انتخابات آزاد بیشتر از هر چیز دیگری می‌ترسد». رادیو فردا. دریافت‌شده در ۲۰۲۰-۰۲-۲۱.
53. ↑  «مایک پمپئو: خامنه‌ای از یک انتخابات آزاد، بیش از هر چیز دیگری هراس دارد». صدای آمریکا. دریافت‌شده در ۲۰۲۰-۰۲-۲۱.
54. ↑  «مایک پمپئو: انتخابات جمهوری اسلامی جعلی است». صدای آمریکا. دریافت‌شده در ۲۰۲۰-۰۲-۲۶.
55. ↑  «پومپئو انتخابات مجلس یازدهم را «تقلبی» خواند». رادیو فردا. دریافت‌شده در ۲۰۲۰-۰۲-۲۶.
56. ↑  «وزیر کشور دستور آغاز انتخابات میان‌دوره‌ای مجلس را صادر کرد». مهر. ۸ فروردین ۱۴۰۰.
57. ↑  «ابراهیم نجفی اسپیلی نماینده مردم آستانه اشرفیه در مجلس شد». انتخاب. ۲۹ خرداد ۱۴۰۰.
58. ↑  «رئیس ستاد انتخابات استان مرکزی اعلام کرد: بیاتی منتخب مردم آشتیان، تفرش و فراهان درمیان دوره ای مجلس یازدهم». مهر. ۳۰ خرداد ۱۴۰۰.
59. ↑  «اسماعیل کوثری نماینده مردم تهران در مجلس شد». فارس. ۳۰ خرداد ۱۴۰۰.
60. ↑  «اعلام نتیجه انتخابات میان‌دوره‌ای مجلس در میانه». صداوسیما. ۳۰ خرداد ۱۴۰۰.[پیوند مرده]